# 塔尔特尼安
塔尔特尼安（法語：Tartegnin）是瑞士联邦西部法语区的沃州下设的一个镇。在行政上属于尼永区管辖。塔尔特尼安的总面积为1.09平方公里。截至2010年底，总人口为222。